# Корабельні новини
«Корабельні новини» (англ. The Shipping News) — американський фільм 2001, знятий Лассе Гальстремом за романом Е. Пру, удостоєному Пулітцерівської премії. Виконавці головних ролей — Кевін Спейсі, Джуді Денч і Джуліанна Мур.

## Зміст
Койл, патологічний невдаха, закохується у красиву та незалежну Петел. Ставши його дружиною, вона зраджує Койлу. Не змінює ситуацію і народження дочки. Утікши з черговим коханцем, Петел гине в автомобільній катастрофі. Водночас батьки Койла здійснють самогубство. Роздавлений тим, що сталося, він приймає пропозицію своєї тітки Агнес і їде в Ньюфаундленд, батьківщину батька, щоб розпочати все з нуля.

## Ролі
| Актор           | Роль          |
| --------------- | ------------- |
| Кевін Спейсі    | Койл          |
| Джуліанна Мур   | Вейві Проуз   |
| Джуді Денч      | Агнеса Хамм   |
| Кейт Бланшетт   | Петал Беар    |
| Піт Постлетуейт | Терт Кард     |
| Скотт Гленн     | Джек Буггіт   |
| Ріс Іванс       | Бофілд Натбім |
| Гордон Пінсент  | Біллі Претті  |
| Марк Лоуренс    | Кузен Нолан   |

## Номінації
- Британська кіноакадемія 2002 — Найкраща жіноча роль другого плану
- Британська кіноакадемія 2002 — Найкраща чоловіча роль
- Золотий глобус 2002 — Найкраща музика
- Золотий глобус 2002 — Найкращий актор (драма)

## Знімальна група
- Режисер — Лассе Гальстрем
- Сценарист — Роберт Нелсон Джекобс, Енні Пру
- Продюсер — Роб Кауен, Лінда Голдстин Нолтон, Леслі Холлерен